# Filipe de Valadares Sotomaior
Filipe de Valadares Sotomaior (Tavira, 15 de agosto de 1691 — Goa, 4 de maio de 1775) foi um administrador colonial português. 

## Trajetória
Fez parte do 12.º Conselho do Governo da Índia, junto com Dom António Taveira da Neiva Brum da Silveira, Arcebispo de Goa e João de Mesquita Matos Teixeira, chanceler da Relação de Goa e conselheiro de Estado, entre 1756 e 1758. Durante esse período, segundo Manuel José Gabriel Saldanha, autor de História de Goa: História política, junto com o conselheiro Teixeira, "andavam sempre em desinteligência por causa dos interesses próprios, em que só cuidavam..." necessitando, por muitas vezes, que Dom António tivesse que intervir para que ambos não viessem às "vias de fato". Com tantos desmandos, abuso de autoridade e prevaricações, tão logo assumiu o governo da Índia o 1.º Conde da Ega, ambos foram chamados à Metrópole, a mando do Marquês de Pombal, sendo presos, tendo os bens confiscados e as honras tiradas. 
Após hábeis negociações reais e com o uso de seu ouro levao à Índia como forte argumento, Sotomaior conseguiu ser libertado e regressou a Goa em 1764, sendo-lhe restituído tudo que lhe haviam retirado. Com a morte de João José de Melo, foi nomeado em 1774 o 76.º Governador da Índia, ficando alguns meses no cargo. Durante esse período, foi expedido em Lisboa alvará "dando nova organização à administração política, civil e econômica da Índia". 
Casou-se com Luisa Francisca de Melo, sem deixar descendência.